# Loudetiopsis chevalieri
Loudetiopsis chevalieri är en gräsart som först beskrevs av Otto Stapf, och fick sitt nu gällande namn av Hans Joachim Conert. Loudetiopsis chevalieri ingår i släktet Loudetiopsis och familjen gräs. Inga underarter finns listade i Catalogue of Life.